# Kipfenberg
Kipfenberg è un comune-mercato di 5 992 abitanti, situato nel Land tedesco della Baviera.

## Geografia fisica
Il suo territorio è bagnato dal fiume Altmühl.

## Curiosità
Proprio a Kipfenberg il 20 giugno 1998 morì suicida Hans Conrad Schumann, il celebre militare che il 15 agosto 1961 saltò il filo spinato durante la costruzione del Muro di Berlino, cominciata appena due giorni prima.